# Ammiana
Ammiana è stato un importante centro della Laguna Veneta, da secoli completamente scomparso. Sorgeva tra le attuali isole di Santa Cristina e della Salina, a nord-ovest di Lio Piccolo. Era contigua ad un altro sito abbandonato, Costanziaco.

## Storia
La prima citazione scritta proviene dal Pactum Lotharii dell'840, dove l'imperatore Lotario sancisce alcuni diritti di sfruttamento: vengono qui ricordate, probabilmente in ordine d'importanza, Torceli, Amianae e Buriani. I nomi dei tre centri sono di nuovo riportati, con lo stesso ordine, anche nel documento del 967 con il quale Ottone conferma gli accordi precedenti.
Appare tuttavia sicuro che Ammiana fosse sorta ben prima, probabilmente durante le invasioni barbariche che portarono alla decadenza di Altino e, conseguentemente, al suo spopolamento a favore della Laguna (V-VII secolo).
Il Chronicon Gradense, scritto nella metà dell'XI secolo, riporta con precisione una cronologia di Ammiana incentrata sulle fondazioni delle numerose chiese e monasteri. Secondo quanto si legge, la prima chiesa fu intitolata a San Lorenzo e venne costruita dalle famiglie dei Frauduni dei Willareni Mastalici. Le stesse si trasferirono sull'isola ed edificarono poi anche un ponte, un castello e altri luoghi di culto, anche nella vicina Costanziaco. In seguito alcune concessioni permisero lo sfruttamento di paludi e valli da pesca e la realizzazione di vigne e mulini.
Il centro si estendeva su tre isole che erano l'Ammiana vera e propria, Ammianella e Castrazio o Caltrazio ed ebbe varie chiese e monasteri. Separato da un canale era invece il monastero dei Santi Felice e Fortunato. Quest'ultimo e il monastero di San Lorenzo erano i centri religiosi più ricchi e importanti da cui dipendevano molti altri conventi e proprietà. Per questo motivo, non erano infrequenti polemiche e attriti.
Presso Castrazio inoltre, contiguo a San Lorenzo, si trovava un fortilizio (un castrum, donde il toponimo). 
Già nel XII secolo la zona cominciò a decadere soprattutto a causa del mutare delle condizioni ambientali e geografiche e, tra il XIV e il XV secolo, fu abbandonata del tutto.

## Ammiana oggi
La zona si presenta attualmente come una distesa di barene interrotta da qualche canale. Di Ammiana sopravvivono ancora alcune isole, spesso ridotte a piccoli lembi di terra; da ricordare:
- la Motta dei Cunici, dove sorgeva la chiesa di San Pietro di Casacalba;
- la Motta di San Lorenzo, sulla quale si trovava il monastero di San Lorenzo, compresa nella contrada di Caltrazio;
- Santa Cristina, già parte della contrada di Ammiana e anticamente detta San Marco dalla chiesa precedente;
- La Salina, dove sorgeva il monastero dei Santi Felice e Fortunato.

Frequenti, inoltre, sono i toponimi che ricordano gli antichi luoghi sacri (vedi i casi dei canali di San Felice, di San Lorenzo e di Sant'Andrea).